# ديبورا ارين (ممثلة)
ديبورا ارين (بالإسبانية: Deborah Warren)‏ هي ممثلة أرجنتينية، ولدت في 1959 في بوينس آيرس في الأرجنتين، وتوفي بنفس المكان في 13 أكتوبر 2014 بسبب سرطان.

## وصلات خارجية
- ديبورا ارين على موقع IMDb (الإنجليزية)